# Cala Banys
La cala Banys es una cala situada en el término municipal de Lloret de Mar (Gerona) España, en la Costa Brava sur.
Es una cala rocosa y se encuentra tras la playa de Lloret.
Se accede por la carretera GI-682 (Blanes-Lloret), la autopista C-32 (salida Malgrat-Blanes-Lloret), la autopista AP-7 (Salida 9 Lloret) y la C-63 (comarcal de Vidreres). Llegados a Lloret de Mar, puede accederse a la misma caminando desde la playa de Lloret a través de su camino de ronda.